# Kanton Saint-Omer-Sud
Der Kanton Saint-Omer-Sud war bis 2015 ein französischer Wahlkreis im Arrondissement Saint-Omer, im Département Pas-de-Calais und in der Region Nord-Pas-de-Calais; sein Hauptort war Saint-Omer. Vertreter im Generalrat des Départements war zuletzt von 2001 bis 2015 Jean-Marie Barbier (PS).

## Gemeinden
Der Kanton umfasste einen Teil der Stadt Saint-Omer (angegeben ist die Gesamteinwohnerzahl, im Kanton lebten etwa 5500 Einwohner) und weiteren drei Gemeinden:
| Gemeinde    | Einwohner Jahr | Fläche km² | Bevölkerungsdichte | Code INSEE | Postleitzahl |
| ----------- | -------------- | ---------- | ------------------ | ---------- | ------------ |
| Longuenesse | 11.204 (2013)  | 8,4        | 1334 Einw./km²     | 62525      | 62219        |
| Saint-Omer  | 13.992 (2013)  | –          | – Einw./km²        | 62765      | 62500        |
| Tatinghem   | 1803 (2013)    | 5,6        | 322 Einw./km²      | 62807      | 62500        |
| Wizernes    | 3337 (2013)    | 6,16       | 542 Einw./km²      | 62902      | 62570        |